# ميسيريس
بلدية ميسيريس (بالإسبانية: Mecerreyes)‏, هي إحدى بلديات مقاطعة برغش, التي تقع في منطقة قشتالة وليون, والتي تقع في شمال غرب إسبانيا.
يبلغ عدد سكانها 312 نسمة وفقاً لإحصائية سنة (2002).